# HDi
HDi er PSA Peugeot Citroëns varemærke for dieselmotorer med commonrail-indsprøjtning.
Den første HDi-motor introduceredes i 1998 i Citroën Xantia og Peugeot 406. Motoren var på 2,0 liter (type DW10), og kunne fås med enten 90 eller 109 hk.
Senere introduceredes både større og mindre udgaver af motoren.
PSA leverer ligeledes HDi-motorer til andre bilmærker, f.eks. Ford, Mazda, Jaguar og Land Rover.
| Motor | Spire Denne artikel om motorer og motordele er en spire som bør udbygges. Du er velkommen til at hjælpe Wikipedia ved at udvide den. |